# Champagny-en-Vanoise
Champagny-en-Vanoise település Franciaországban, Savoie megyében. Lakosainak száma 545 fő (2022. január 1.). Champagny-en-Vanoise Bozel, La Plagne Tarentaise, Peisey-Nancroix, Planay, Pralognan-la-Vanoise, Tignes és Val-Cenis községekkel határos.

## Népesség
A település népességének változása:
| Lakosok száma | 609  | 605  | 616  | 579  | 566  | 565  | 557  | 552  | 545  |
|               | 2013 | 2015 | 2016 | 2017 | 2018 | 2019 | 2020 | 2021 | 2022 |